# Кумово (Раздольненский район)
Ку́мово (до 1948 года Ста́рый Кизи́л-Бай; укр. Кумове, крымскотат. Eski Qızıl Bay, Эски Къызыл Бай) — село в Раздольненском районе Республики Крым, входит в состав Ботанического сельского поселения (согласно административно-территориальному делению Украины — Ботанического сельского совета Автономной Республики Крым)

## Население
| 2001 | 2014 |
| ---- | ---- |
| 1108 | ↘910 |

Всеукраинская перепись 2001 года показала следующее распределение по носителям языка
| Язык             | Процент |
| ---------------- | ------- |
| русский          | 57,49   |
| украинский       | 32,31   |
| крымскотатарский | 9,48    |
| другие           | 0,27    |

### Динамика численности
| - 1806 год — 184 чел. - 1864 год — 54 чел. - 1889 год — 57 чел. - 1892 год — 43 чел. - 1900 год — 139 чел. - 1915 год — 127 чел. | - 1926 год — 110 чел. - 1939 год — 206 чел. - 1989 год — 1041 чел. - 2001 год — 1108 чел. - 2014 год — 910 чел. |

## Современное состояние
На 2016 год в Кумово числится 6 улиц и 1 переулок; на 2009 год, по данным сельсовета, село занимало площадь 95,7 гектара, на которой в 375 дворах проживало 1062 человека. В селе действуют средняя общеобразовательная школа, сельский дом культуры, библиотека, православный храм преподобного Амфилохия Почаевского. Кумово связано автобусным сообщением с райцентром и соседними населёнными пунктами.

## География
Кумово — село на северо-востоке района в степном Крыму, в 4 км от берега Каркинитского залива Чёрного моря, высота центра села над уровнем моря — 6 м. Ближайшие населённые пункты — Ботаническое в 8,7 км на юго-запад и Ручьи в 6 км (по шоссе 11) на юго-восток. Расстояние до райцентра около 16 километров (по шоссе), ближайшая железнодорожная станция — Красноперекопск (на линии Джанкой — Армянск) — примерно 40 километров. Транспортное сообщение осуществляется по региональной автодороге 35Н-434 от шоссе Черноморское — Воинка (по украинской классификации — С-0-11114).

## История
Первое документальное упоминание села встречается в Камеральном Описании Крыма… 1784 года, судя по которому, в последний период Крымского ханства Эки Кызыбии входил в Мангытский кадылык Козловскаго каймаканства. После присоединения Крыма к России (8) 19 апреля 1783 года, (8) 19 февраля 1784 года, именным указом Екатерины II сенату, на территории бывшего Крымского ханства была образована Таврическая область и деревня была приписана к Евпаторийскому уезду. С началом Русско-турецкой войной 1787—1791 годов, весной 1788 года производилось выселение крымских татар из прибрежных селений во внутренние районы полуострова, в том числе и из Кизил-Бая. В конце войны, 14 августа 1791 года всем было разрешено вернуться на место прежнего жительства. После павловских реформ, с 1796 по 1802 год входила в Акмечетский уезд Новороссийской губернии. По новому административному делению, после создания 8 (20) октября 1802 года Таврической губернии, Кизил-Бай был включён в состав Джелаирской волости Евпаторийского уезда.
По Ведомости о волостях и селениях, в Евпаторийском уезде с показанием числа дворов и душ… от 19 апреля 1806 года в деревне Кизиль-Бай числилось 27 дворов, 179 крымских татар и 5 цыган. На военно-топографической карте генерал-майора Мухина 1817 года деревня Кизилбай обозначена с 22 дворами. После реформы волостного деления 1829 года Кизиль Бай, согласно «Ведомости о казённых волостях Таврической губернии 1829 года» отнесли к Атайской волости (переименованной из Джелаирской). На карте 1836 года в деревне 33 двора, как и на карте 1842 года.
В 1860-х годах, после земской реформы Александра II, деревню приписали к Биюк-Асской волости. Согласно «Памятной книжке Таврической губернии за 1867 год», деревня была покинута жителями, вследствие эмиграции крымских татар, особенно массовой после Крымской войны 1853—1856 годов, в Турцию и вновь заселена татарами. В «Списке населённых мест Таврической губернии по сведениям 1864 года», составленном по результатам VIII ревизии 1864 года, Кизил-Бай — владельческая татарская деревня, с 8 дворами, 54 жителями и мечетью при колодцах. По обследованиям профессора А. Н. Козловского 1867 года, вода в половине колодцев деревни была пресная, в половине — «соленоватая» а их глубина колебалась от 2,5 до 8 саженей (5—17 м). На трехверстовой карте Шуберта 1865—1876 года в деревне Кизил-Бай обозначено 11 дворов). В «Памятной книге Таврической губернии 1889 года», по результатам Х ревизии 1887 года, в деревне Кизил-Бай числилось 13 дворов и 57 жителей. Согласно «…Памятной книжке Таврической губернии на 1892 год», в деревне Кизильбай, входившем в Аипский участок, было 43 жителя в 6 домохозяйствах.
Земская реформа 1890-х годов в Евпаторийском уезде прошла после 1892 года, в результате Кизилбай приписали к Коджанбакской волости. По «…Памятной книжке Таврической губернии на 1900 год» на хуторе Кизильбай числилось 139 жителей в 18 дворах. На 1914 год в селении действовала земская школа. По Статистическому справочнику Таврической губернии. Ч.II-я. Статистический очерк, выпуск пятый Евпаторийский уезд, 1915 год, в деревне Кизиль-Бай (Я. Синани) Коджамбакской волости Евпаторийского уезда числилось 15 дворов (все дворы безземельные) с русским населением в количестве 127 человек приписных жителей, из которых 60 мужчин и 67 женщин. Жители землёй не владели, в хозяйствах имелось 80 лошадей, 45 волов, 25 коров и 43 голов мелкого скота.
После установления в Крыму Советской власти, по постановлению Крымревкома от 8 января 1921 года № 206 «Об изменении административных границ» была упразднена волостная система и в составе Евпаторийского уезда был образован Бакальский район, в который включили село, а в 1922 году уезды получили название округов. 11 октября 1923 года, согласно постановлению ВЦИК, в административное деление Крымской АССР были внесены изменения, в результате которых округа были отменены, Бакальский район упразднён и село вошло в состав Евпаторийского района. Согласно Списку населённых пунктов Крымской АССР по Всесоюзной переписи 17 декабря 1926 года, в селе Кизил-Бай Старый, в составе упразднённого к 1940 году Кизил-Байского сельсовета Евпаторийского района, числилось 19 дворов, все крестьянские, население составляло 110 человек, из них 64 украинца и 46 русских. Постановлением ВЦИК РСФСР от 30 октября 1930 года был создан Ишуньский район, уже как национальный (лишённый статуса национального постановлением Оргбюро ЦК КПСС от 20 февраля 1939 года) украинский и село включили в его состав, а после создания в 1935 году Ак-Шеихского района (переименованного в 1944 году в Раздольненский) Старый Кизил-Бай включили в его состав. По данным всесоюзной переписи населения 1939 года в селе проживало 206 человек.
В годы Великой Отечественной войны на фронтах сражались 36 жителей села, 22 из них погибли. В их честь в 1969 году в центре села установлен памятный знак работы скульптора Николая Ильича Смуругова, в виде увенчанного пятиконечной звездой четырёхгранного ступенчатого обелиска на постаменте. На лицевой стороне постамента написаны фамилии погибших односельчан. Постановлением Совета министров Республики Крым № 627 от 20 декабря 2016 года памятник отнесён к категории объектов культурно-исторического наследия России регионального значения.
С 25 июня 1946 года Кизил-Бай в составе Крымской области РСФСР. Указом Президиума Верховного Совета РСФСР от 18 мая 1948 года, Старый Кизил-Бай переименовали в Кумово. 26 апреля 1954 года Крымская область была передана из состава РСФСР в состав УССР. Время включения в Ковыльновский сельсовет пока не установлено: на 15 июня 1960 года село уже числилось в его составе. Указом Президиума Верховного Совета УССР «Об укрупнении сельских районов Крымской области», от 30 декабря 1962 года село присоединили к Красноперекопскому району<. 1 января 1965 года, указом Президиума ВС УССР «О внесении изменений в административное районирование УССР — по Крымской области», вновь включили в состав Раздольненского. В январе 1967 года образован Ботанический сельсовет, в который включили Кумово. По данным переписи 1989 года в селе проживал 1041 человек. С 12 февраля 1991 года село в восстановленной Крымской АССР, 26 февраля 1992 года переименованной в Автономную Республику Крым. С 21 марта 2014 года — в составе Республики Крым России.